# Közbiztonság elleni bűncselekmények
A közbiztonság elleni bűncselekmények a Btk. Különös részének közrend elleni bűncselekmények csoportjának része, olyan bűncselekményeket tartalmaz, melyek a közbiztonságot – mint jogi tárgyat – sértik, veszélyeztetik.

## Közbiztonság
A közbiztonságon olyan állapotot értünk, amelyben sikerül megelőzni, illetve ellenőrzés alá vonni, tartani a társadalom érdekeit sértő magatartásokat.

## A csoportba tartozó bűncselekmények
- Közveszélyokozás
- Közérdekű üzem működésének megzavarása
- Terrorcselekmény
- Nemzetközi gazdasági tilalom megszegése
- Légijármű, vasúti, vízi, közúti tömegközlekedési vagy tömeges áruszállításra alkalmas jármű hatalomba kerítése
- Visszaélés robbanóanyaggal vagy robbantószerrel
- Visszaélés lőfegyverrel vagy lőszerrel
- Visszaélés haditechnikai termékkel és szolgáltatással, illetőleg kettős felhasználású termékkel
- Bűnszervezetben részvétel
- Visszaélés radioaktív anyaggal
- Visszaélés nukleáris létesítmény üzemeltetésével
- Visszaélés atomenergia alkalmazásával
- Visszaélés nemzetközi szerződés által tiltott fegyverrel
- Visszaélés méreggel
- Veszélyes eb tartásával kapcsolatos kötelezettség megszegése
- Tiltott állatviadal szervezése
- Állatkínzás
- Tiltott szerencsejáték szervezése